# Stenorhynchosaurus
Ne doit pas être confondu avec Stenonychosaurus.
Stenorhynchosaurus munozi
Genre
Espèce
Stenorhynchosaurus (littérallement « lézard à museau étroit ») est un genre fossile de grands plésiosaures à cou court ayant vécu durant le Crétacé inférieur (Barrémien) dans ce qui est aujourd’hui l'Amérique du Sud. Une seule espèce est connue, Stenorhynchosaurus munozi, décrite en 2016 à partir d'un squelette relativement complet découvert à Villa de Leyva, en Colombie.

## Découverte
Des fossiles de l'avant d'un museau de plésiosaures ont été découverts en 2000 sur la propriété de Jorge Muñoz, à Loma La Cabrera, près de Villa de Leyva à Boyacá, en Colombie, sur des terres d'origine marine datant de l'époque du Barrémien supérieur du Crétacé. Muñoz signale la découverte aux autorités locales, qui à leur tour avisent le personnel du Museo Geológico José Royo y Gómez, administré par le Servicio Geológico Colombiano à Bogota. Puis a été faite la fouille d'un squelette presque complet entre 2004 et 2005, en collaboration avec la Fundación Colombiana de Geobiología ("Fondation colombienne de géobiologie"), et les restes ont ensuite été transférés à Bogotá, en attribuant le numéro de catalogue VL17052004-1, pour préparation et étudier.
Les restes ont été trouvés articulés principalement dans le segment C du membre Arcillolitas Abigarradas de la formation de Paja (en), avec de l'argilite kaolinitique correspondant à un environnement marin intertidal, avec plusieurs spécimens d'ammonites ou des empreintes de celles-ci dans la matrice rocheuse, dont une à l'intérieur même du crâne. Ces ammonites comprennent les espèces Gerhardtia galeatoides, G. provincialis et le genre Heinzia (en), typique du Barrémien. Le paléontologue allemand Oliver Hampe (d) fait une première description du spécimen en 2005, le classant comme Brachauchenius sp., c'est-à-dire comme une espèce indéterminée de ce genre, auparavant uniquement enregistré dans les sédiments du Crétacé supérieur des États-Unis, et il constitue la première réapparition de pliosaures non rhomaleosauridés après un hiatus entre le Berriasien et l'Hauterivien. En 2016, María Eurídice Páramo (d), Marcela Gómez-Pérez (d), Leslie Francis Noè (d) et Fernando Etayo (d) effectuent une description plus complète de VL17052004-1, les désignant comme holotype d'un nouveau genre et espèce, qu'ils nomment Stenorhynchosaurus munozi.

## Classification
Le genre Stenorhynchosaurus et l'espèce Stenorhynchosaurus munozi sont décrits en 2016 par les paléontologues Páramo (d) et al.,,. 

### Fossiles
Selon Paleobiology Database en 2024, le nombre de collections de fossiles référencées est de deux.
Ces fossiles sont du Barrémien du Crétacé inférieur, c'est-à-dire datés de 129,4 à 125 Ma avant notre ère.

### Cladogramme
Le cladogramme de la sous-famille Brachaucheninae ci-dessous est basée d'après Madzia et al. (2018) : 
|  | Megacephalosaurus                |
|  |                                  |
|  | 'Polyptychodon' (DORK/G/1-2)     |
|  |                                  |
|  | \| \| Brachauchenius \| \| \| \| |
|  |                                  |
|  | Brachauchenius                   |
|  |                                  |

|  | Brachauchenius |
|  |                |

|  | Megacephalosaurus                |
|  |                                  |
|  | 'Polyptychodon' (DORK/G/1-2)     |
|  |                                  |
|  | \| \| Brachauchenius \| \| \| \| |
|  |                                  |
|  | Brachauchenius                   |
|  |                                  |

|  | Brachauchenius |
|  |                |

|  | Megacephalosaurus                |
|  |                                  |
|  | 'Polyptychodon' (DORK/G/1-2)     |
|  |                                  |
|  | \| \| Brachauchenius \| \| \| \| |
|  |                                  |
|  | Brachauchenius                   |
|  |                                  |

|  | Brachauchenius |
|  |                |

|  | Megacephalosaurus                |
|  |                                  |
|  | 'Polyptychodon' (DORK/G/1-2)     |
|  |                                  |
|  | \| \| Brachauchenius \| \| \| \| |
|  |                                  |
|  | Brachauchenius                   |
|  |                                  |

|  | Brachauchenius |
|  |                |

|  | Megacephalosaurus                |
|  |                                  |
|  | 'Polyptychodon' (DORK/G/1-2)     |
|  |                                  |
|  | \| \| Brachauchenius \| \| \| \| |
|  |                                  |
|  | Brachauchenius                   |
|  |                                  |

|  | Brachauchenius |
|  |                |

|  | Megacephalosaurus                |
|  |                                  |
|  | 'Polyptychodon' (DORK/G/1-2)     |
|  |                                  |
|  | \| \| Brachauchenius \| \| \| \| |
|  |                                  |
|  | Brachauchenius                   |
|  |                                  |

|  | Brachauchenius |
|  |                |

|  | Megacephalosaurus                |
|  |                                  |
|  | 'Polyptychodon' (DORK/G/1-2)     |
|  |                                  |
|  | \| \| Brachauchenius \| \| \| \| |
|  |                                  |
|  | Brachauchenius                   |
|  |                                  |

|  | Brachauchenius |
|  |                |

|  | Megacephalosaurus                |
|  |                                  |
|  | 'Polyptychodon' (DORK/G/1-2)     |
|  |                                  |
|  | \| \| Brachauchenius \| \| \| \| |
|  |                                  |
|  | Brachauchenius                   |
|  |                                  |

|  | Brachauchenius |
|  |                |

|  | Megacephalosaurus                |
|  |                                  |
|  | 'Polyptychodon' (DORK/G/1-2)     |
|  |                                  |
|  | \| \| Brachauchenius \| \| \| \| |
|  |                                  |
|  | Brachauchenius                   |
|  |                                  |

|  | Brachauchenius |
|  |                |

|  | Megacephalosaurus                |
|  |                                  |
|  | 'Polyptychodon' (DORK/G/1-2)     |
|  |                                  |
|  | \| \| Brachauchenius \| \| \| \| |
|  |                                  |
|  | Brachauchenius                   |
|  |                                  |

|  | Brachauchenius |
|  |                |

|  | Megacephalosaurus                |
|  |                                  |
|  | 'Polyptychodon' (DORK/G/1-2)     |
|  |                                  |
|  | \| \| Brachauchenius \| \| \| \| |
|  |                                  |
|  | Brachauchenius                   |
|  |                                  |

|  | Brachauchenius |
|  |                |

|  | Megacephalosaurus                |
|  |                                  |
|  | 'Polyptychodon' (DORK/G/1-2)     |
|  |                                  |
|  | \| \| Brachauchenius \| \| \| \| |
|  |                                  |
|  | Brachauchenius                   |
|  |                                  |

|  | Brachauchenius |
|  |                |

|  | Megacephalosaurus                |
|  |                                  |
|  | 'Polyptychodon' (DORK/G/1-2)     |
|  |                                  |
|  | \| \| Brachauchenius \| \| \| \| |
|  |                                  |
|  | Brachauchenius                   |
|  |                                  |

|  | Brachauchenius |
|  |                |

|  | Megacephalosaurus                |
|  |                                  |
|  | 'Polyptychodon' (DORK/G/1-2)     |
|  |                                  |
|  | \| \| Brachauchenius \| \| \| \| |
|  |                                  |
|  | Brachauchenius                   |
|  |                                  |

|  | Brachauchenius |
|  |                |

|  | Megacephalosaurus                |
|  |                                  |
|  | 'Polyptychodon' (DORK/G/1-2)     |
|  |                                  |
|  | \| \| Brachauchenius \| \| \| \| |
|  |                                  |
|  | Brachauchenius                   |
|  |                                  |

|  | Brachauchenius |
|  |                |

|  | Megacephalosaurus                |
|  |                                  |
|  | 'Polyptychodon' (DORK/G/1-2)     |
|  |                                  |
|  | \| \| Brachauchenius \| \| \| \| |
|  |                                  |
|  | Brachauchenius                   |
|  |                                  |

|  | Brachauchenius |
|  |                |

### Étymologie
Le nom générique est dérivé des mots en grec ancien στενός / stenos, « étroit », ῥύγχος / rhúnkhos, « museau », et σαῦρος / saûros « lézard », le tout voulant littéralement dire « lézard à museau étroit ». 
L'épithète spécifique, munozi, a été donnée en l'honneur de Jorge Muñoz, pour avoir découvert et signalé le spécimen holotype.

### Publication originale
- [2016] (es) María Eurídice Páramo-Fonseca, Marcela Gómez-Pérez, Leslie F. Noé et Fernando Etayo-Serna, « Stenorhynchosaurus munozi, gen. et sp. nov. a new pliosaurid from the Upper Barremian (Lower Cretaceous) of Villa de Leiva, Colombia, South America », Revista de la Academia Colombiana de Ciencias Exactas, Físicas y Naturales, vol. 40, no 154,‎ 28 mars 2016, p. 84-103 (ISSN 0370-3908 et 2382-4980, OCLC 848523565, DOI 10.18257/RACCEFYN.239, lire en ligne). .